# Landkreis Torgau (1816–1952)
Der Landkreis Torgau, ursprünglich Kreis Torgau, war ein Landkreis, der von 1816 bis 1945 in der preußischen Provinz Sachsen bzw. Halle-Merseburg und von 1945 bis 1952 im Land Sachsen-Anhalt der SBZ bzw. DDR bestand.

## Verwaltungsgeschichte

### Königreich und Freistaat Preußen
Zum 1. Oktober 1816 wurde der Kreis Torgau im Regierungsbezirk Merseburg in der Provinz Sachsen eingerichtet. Das Landratsamt befand sich in der Stadt Torgau. Der Landkreis ging im Wesentlichen aus den kursächsischen Ämtern Annaburg und Torgau hervor; hinzu kamen kleinere Teile der Ämter Liebenwerda, Mühlberg, Schweinitz und Wurzen.
Am 10. August 1876 wurde die Landgemeinde Mahlitzsch aus dem Kreis Wittenberg in den Kreis Torgau umgegliedert.
Zum 30. September 1928 fand im Kreis Torgau entsprechend der Entwicklung im übrigen Freistaat Preußen eine Gebietsreform statt, bei der nahezu alle Gutsbezirke aufgelöst und benachbarten Landgemeinden zugeteilt wurden. Nach Auflösung der Provinz Sachsen zum 1. Juli 1944 gehörte der Kreis zur neuen, aber kurzlebigen Provinz Halle-Merseburg.
Im Frühjahr 1945 wurde das Kreisgebiet von Westen durch die US-Armee und von Osten durch die Rote Armee besetzt. Bei Torgau trafen sich Soldaten beider Seiten am 25. April 1945, dem Elbe Day, an der Elbe.

### SBZ/DDR
Der nunmehr als Landkreis Torgau bezeichnete Kreis wurde nach der Auflösung Preußens 1947 Teil des neuen Landes Sachsen-Anhalt. Im Zuge der Verwaltungsreformen von 1950 und 1952 wurde der Raum Torgau neu geordnet:
- Die Gemeinden Audenhain, Gräfendorf, Falkenberg, Mockrehna, Pressel, Schöna, Strelln, Wildenhain und Wildschütz kamen zum Kreis Eilenburg im Bezirk Leipzig.
- Die Stadt Annaburg sowie die Gemeinden Axien, Bethau, Groß Naundorf, Hohndorf, Labrun, Lebien, Plossig, Prettin und Purzien kamen zum Kreis Jessen im Bezirk Cottbus.
- Die Gemeinden Beyern, Löhsten, Rehfeld und Züllsdorf kamen zum Kreis Herzberg im Bezirk Cottbus.
- Die Gemeinden Außig und Schirmenitz kamen zum Kreis Oschatz im Bezirk Leipzig
- Die Gemeinden Lößnig und Paußnitz kamen zum Kreis Riesa im Bezirk Dresden.
- Die verbleibenden Gemeinden bildeten zusammen mit den Gemeinden Blumberg und Stehla des Landkreises Liebenwerda sowie den Gemeinden Dahlenberg, Proschwitz, Greudnitz und Wörblitz des Landkreises Wittenberg den Kreis Torgau im Bezirk Leipzig.

## Kommunalverfassung
Der Kreis Torgau gliederten sich in Städte, in Landgemeinden und – bis zu deren Auflösung – in Gutsbezirke. Mit Einführung des Preußischen Gemeindeverfassungsgesetzes vom 15. Dezember 1933 gab es ab dem 1. Januar 1934 eine einheitliche Kommunalverfassung für alle preußischen Gemeinden. Mit Einführung der Deutschen Gemeindeordnung vom 30. Januar 1935 trat zum 1. April 1935 im Deutschen Reich eine einheitliche Kommunalverfassung in Kraft, wonach die Landgemeinden nun als Gemeinden bezeichnet wurden. Diese waren in Amtsbezirken zusammengefasst. Eine neue Kreisverfassung wurde nicht mehr geschaffen; es galt weiterhin die Kreisordnung für die Provinzen Ost- und Westpreußen, Brandenburg, Pommern, Schlesien und Sachsen vom 19. März 1881.

## Einwohnerentwicklung
| Jahr | Einwohner | Quelle |
| ---- | --------- | ------ |
| 1816 | 33.657    | [ 3 ]  |
| 1843 | 47.343    | [ 4 ]  |
| 1871 | 55.145    | [ 5 ]  |
| 1890 | 55.218    | [ 6 ]  |
| 1900 | 56.936    | [ 6 ]  |
| 1910 | 59.399    | [ 6 ]  |
| 1925 | 58.879    | [ 6 ]  |
| 1933 | 60.706    | [ 6 ]  |
| 1939 | 63.957    | [ 6 ]  |
| 1946 | 85.052    | [ 7 ]  |

## Landräte
- 1825–1827 Wilhelm von Rappard
- 1841/42–1872 Max von Seydewitz
- 1872–1880 Ludwig Curt von Ponickau
- 1881–1893 Georg Wilhelm Wiesand
- 1893–1919 Wilhelm Wiesand
- 1919–1921 Günther Gereke (DNVP)
- 1921/22–1925 Arthur Drews
- 1925–1933 Julius Wehr
- 1933–1934 Wilhelm Jung
- 1934–1938 Werner Oberst
- 1939–1945 Hartmann Sommerlatte

### Städte und Gemeinden
Der Kreis Torgau umfasste in den 1930er Jahren die folgenden Städte und Gemeinden:
| - Ammelgoßwitz - Annaburg, Stadt seit 1939 - Arzberg - Außig - Axien - Beckwitz - Beilrode - Belgern, Stadt - Bennewitz - Bethau - Beyern - Bockwitz - Dautzschen - Döbeltitz - Döbern - Döbrichau - Döhlen - Dommitzsch, Stadt - Drebligar - Elsnig - Falkenberg - Graditz - Gräfendorf - Groß Naundorf | - Großtreben - Großwig - Hintersee - Hohndorf - Kähnitzsch - Kathewitz - Kaucklitz - Kaisa - Klitzschen - Kobershain - Köllitsch - Kranichau - Kreischau - Labrun - Langenreichenbach - Lausa - Lebien - Lichtenburg - Liebersee - Löhsten - Lößnig - Loßwig - Mahitzschen - Mahlitzsch | - Mehderitzsch - Melpitz - Mockrehna - Mockritz - Neiden - Neußen - Nichtewitz - Niederaudenhain - Oberaudenhain - Oelzschau - Paußnitz - Plossig - Polbitz - Pressel - Prettin, Stadt - Probsthain - Purzien - Rehfeld - Roitzsch - Rosenfeld - Schildau, Stadt - Schilderhain - Schirmenitz - Schöna | - Seydewitz - Sitzenroda - Staritz - Staupitz - Strelln - Süptitz - Taura - Torgau, Stadt - Triestewitz - Trossin - Weidenhain - Welsau - Werdau - Weßnig - Wildenhain - Wildschütz - Wohlau - Zeckritz - Zinna - Zschackau - Züllsdorf - Zwethau |

Im Kreis lagen außerdem die beiden gemeindefreien Gutsbezirke Annaburger Heide und Dübener Heide.

## Namensänderungen
Die Gemeinde Cöllitzsch wurde 1937 in Köllitsch umbenannt.